# Lasiopezus
Lasiopezus es un género de escarabajos longicornios de la tribu Ancylonotini.

## Especies
- Lasiopezus brunoi Breuning, 1972
- Lasiopezus hiekei (Breuning, 1968)
- Lasiopezus latefasciatus Breuning, 1938
- Lasiopezus longimanus (Thomson, 1858)
- Lasiopezus marmoratus (Fabricius, 1798)
- Lasiopezus nigromaculatus Quedenfeldt, 1882
- Lasiopezus sordidus (Olivier, 1800)
- Lasiopezus sordidus josephus Duvivier, 1891
- Lasiopezus variegator (Fabricius, 1781)